# Lugoj
Lugoj (em húngaro: Lugos, em alemão: Lugosch) é uma cidade no județ (distrito) de Timiș, Transilvânia, Romênia, em ambas as margens do rio Times, que divide o município em duas partes. É a sede da Igreja Romena Católica do episcopado romeno.
Lugoj foi em tempos um forte de relativa importância. Foi o último lugar do governo revolucionário húngaro (em agosto de 1849), e a última base de Kossuth e de outros líderes de causa nacional, antes da sua fuga para a Turquia.

## População
- 1900: 16126
- 2000: 44571
- 2005: 44570

82,9% romenos, 9,6% magiares, 2,9% alemães, 2,4% ciganos, 1,6% ucranianos.

## Personalidades naturais de Lugoj
- Tiberiu Brediceanu
- Georges Devereux
- Traian Grozavescu
- Béla Lugosi
- György Kurtág